# Azzi

Lage von Azzi

Das Land Azzi im Nordosten Anatoliens ist aus den hethitischen Annalen bekannt. Es lag in der Nähe von Ḫayaša oder war eine Provinz desselben oder es wurden beide Bezeichnungen synonym verwendet. Deshalb finden sich auch oft die Bezeichnungen Azzi-Ḫajaša oder Ḫajaša-Azzi.

## Geschichte
Ein Land Azzu ist bereits aus der Regierungszeit von Ḫattušili I. bekannt. Zur Zeit von Ḫattušili III. hatte der Feind aus Azzi Zerstörungen im Oberen Land angerichtet und Šamuḫa erreicht. Eine Gleichsetzung dieses Azzi mit dem Azzu des Ḫattušili ist jedoch nicht wirklich gesichert.
Muršili II. führte zwei Feldzüge nach Azzi, den zweiten in seinem zehnten Regierungsjahr, nach einem Feldzug nach Kummanni im Jahr zuvor. Der Statistiker Huber nimmt wegen der Erwähnung einer Sonnenfinsternis in dem Text KUB 14.4 an, dass dieser Feldzug 1339 oder 1334 v. Chr. stattfand. Volkert Haas dagegen gibt, aufgrund astronomischer Berechnungen, als wahrscheinlichste Daten den 14. Juni 1312 oder den 13. April 1308 v. Chr. an (siehe hierzu Sonnenfinsternis des Muršilis). Unter Tudḫaliya IV. werden Azzi, Kaška und Lukka als feindliche Länder aufgeführt. Die Festung Ura (nicht zu verwechseln mit dem kilikischen Ura) lag in der Nähe der Grenze zu Azzi.

## Städte
- Aripša – möglicherweise mit Giresun zu identifizieren[9]
- Dukkama/Tukamma

## Lokalisierung
Claudia Sagona will Azzi in der Gegend von Erzurum lokalisieren. Aripsa lag am „Meer“, hier kommen der Vansee, die Ebene von Erzincan und das Schwarze Meer in Frage.

## Theorien in Verbindung mit den Amazonen
Nachdem schon 1910 John Garstang die Bezeichnung Amazonen für ein von Frauen beherrschtes, kleinasiatisches Volk der griechischen Mythologie mit dem Land Azzi in Verbindung gebracht hatte, leitete der Althistoriker Friedrich Cornelius Amazones konkret aus der Zusammensetzung von am, eine Bezeichnung für Frau oder Mutter in vielen Sprachen, in Kombination mit Azzi-udne (hethitisch für Land von Azzi) ab, wobei er vermutete, dass die von ihm angenommene hethitische Form am-azziudnejas (=„Frau des Azzi-Landes“) von den Griechen volksetymologisch in Amazones (u. a. mit der möglichen Bedeutung „die Brustlosen“) verändert wurden. Während Cornelius’ etymologische Herleitung der Amazonen in Fachkreisen wenig positive Resonanz und offenbar auch Verbreitung fand, seine weiteren, sehr spekulativen Ausführungen, Frauen hätten in Azzi tatsächlich die Macht übernommen, das gegen Ende des 13. Jahrhunderts v. Chr. zur ernsten Bedrohung für das Hethiterreich geworden sei, keine Beachtung erfuhren, fanden seine Theorie in der populärwissenschaftlichen  Literatur bis hin zur Populärkultur recht weite Verbreitung. Eine etymologische Verbindung der Amazonen mit Azzi vertritt in jüngerer Zeit auch der Altorientalist Ahmet Ünal.